# 胡德兆
胡德兆（1973年12月—），男，汉族，广东广州人，中华人民共和国政治人物。现任广州白云电器设备股份有限公司董事长，广东省工商联兼职副主席。第十三、十四届全国政协委员。